# Processo per gli stupri di Mazan
Il processo per gli stupri di Mazan è un processo penale tenutosi nel 2024 presso il tribunale di Avignone, riguardante una lunga serie di violenze sessuali commesse tra luglio 2011 e ottobre 2020. Durante questo periodo, Dominique Pelicot, pensionato francese, ha ripetutamente drogato la moglie Gisèle e consentito a decine di estranei conosciuti in rete di abusare sessualmente di lei mentre non era cosciente. Il processo si è concluso il 19 dicembre 2024 con la condanna di tutti i 51 indagati, compreso il marito della vittima.
Le violenze sono avvenute inizialmente a Parigi e sono poi continuate a Mazan, nel sud-est della Francia, dopo che la coppia si è trasferita lì. Gli abusi sono venuti alla luce verso la fine del 2020, quando Pelicot è stato arrestato per un reato a sfondo sessuale non correlato agli abusi sulla moglie e nei suoi dispositivi elettronici sono stati trovati migliaia di foto e video ripresi durante gli stupri.
Il processo, a causa del numero importante d'imputati e dell'implicazione del marito della vittima come principale accusato, ha suscitato un forte impatto nella società francese e all'estero, dando vita a un profondo dibattito relativamente alla violenza contro le donne e alla cultura dello stupro.

## Antefatti
Dominique Pelicot è nato il 27 novembre 1952 a Quincy-sous-Sénart. Nel mese di aprile 1973 si è sposato con la moglie Gisèle, conosciuta due anni prima, nata il 7 dicembre 1952 nella città tedesca di Villingen-Schwenningen e trasferitasi in Francia all'età di cinque anni. La coppia ha avuto due figli, David e Florian, ed una figlia, Caroline, e viveva a Villiers-sur-Marne, un sobborgo di Parigi. Dopo alcune brevi separazioni nel corso degli anni 1980 e 1990, durante le quali entrambi ebbero alcune relazioni extraconiugali, i coniugi divorziarono una prima volta nel 2001, per poi risposarsi nel 2007.
Nel 2010 Dominique Pelicot è stato arrestato per avere scattato foto sotto le gonne di alcune donne in un supermercato di Collégien, ricevendo una sanzione di 100 euro e venendo subito rilasciato, senza che la moglie venisse mai informata dell'accaduto.
Dopo essere andati in pensione, nel 2013 i Pelicot si sono trasferiti a Mazan, un piccolo paese non lontano da Avignone.

## Primo arresto e indagini
Dominique Pelicot è stato nuovamente arrestato il 12 settembre 2020 in un supermercato di Carpentras, dove è stato sorpreso da una guardia di sicurezza privata mentre, ancora una volta, registrava di nascosto filmati sotto le gonne di alcune clienti con il suo cellulare. In seguito alle denunce presentate dalle vittime, l'uomo è stato sottoposto a un'analisi psichiatrica e il suo domicilio è stato perquisito.
Analizzando i dispositivi elettronici di Pelicot, gli inquirenti hanno scoperto che faceva parte di una chat di gruppo privata chiamata à son insu ("a sua insaputa") sul sito Coco.gg, nella quale si discuteva di come avere rapporti sessuali con le proprie compagne senza che queste se ne rendessero conto mediante l'uso di droghe da stupro. Il sito era registrato a Guernsey da una società bulgara ed è stato chiuso dalle autorità francesi nel giugno 2024. Nelle chat Pelicot invitava a casa propria altri uomini per abusare di sua moglie e poi guardare i video delle violenze. Messaggi simili sono anche stati trovati in conversazioni su Skype.
In una chiavetta USB di proprietà di Pelicot è stata trovata una cartella chiamata ABUS ("abusi") contenente più di 20.000 immagini e video di violenze sessuali praticate sulla moglie, la quale era priva di coscienza. I file erano stati nominati con data, nome del complice e natura dell'abuso, consentendo così agli inquirenti di individuare 72 diversi uomini che hanno commesso complessivamente 92 violenze sulla moglie di Pelicot tra il luglio 2011 e l'ottobre 2020. Dopo due anni di indagini gli inquirenti sono riusciti a risalire all'identità di 50 stupratori, le cui età variano tra i 21 e i 74 anni.
Sul computer dell'accusato la polizia ha scoperto anche foto della figlia in stato d'incoscienza e priva di abiti, in una cartella intitolata Ma fille à poil? ("Mia figlia nuda?"). Pelicot sostiene tuttavia di non avere mai né drogato la figlia né abusato di lei. Altre foto riguardavano le due nuore; erano presenti anche montaggi fotografici con i volti delle tre donne.

## Secondo arresto e confessione
Il 2 novembre 2020 i coniugi Pelicot sono stati nuovamente convocati dalla polizia per rispondere a delle domande. A Gisèle sono prima state rivolte delle domande sulle abitudini sessuali della coppia, in particolare se praticassero lo scambismo; le sono poi state mostrate delle foto trovate nei dispositivi elettronici del marito in cui si è riconosciuta mentre era addormentata sul letto, e ha quindi capito che cosa le era stato fatto. Il giorno stesso Dominique Pelicot è stato arrestato con l'accusa di violenza sessuale aggravata, per la quale si è fin da subito dichiarato colpevole.
Pelicot ha raccontato di aver cominciato a praticare abusi sulla moglie quando ad essa era stato prescritto il farmaco ansiolitico Lorazepam (venduto in Francia con il nome di Temesta), che le provocava una forte sonnolenza (effetto collaterale molto comune e noto di tale medicinale). Ha quindi iniziato ad aggiungere il farmaco al cibo e alle bevande della moglie per farle perdere conoscenza e costringerla a subire pratiche sessuali che lei non voleva. Era anche solito filmare e fotografare gli abusi, conservare le riprese e condividerle su Internet. Ha poi cominciato ad invitare a casa estranei conosciuti in rete perché assistessero agli abusi, o perché praticassero loro stessi le violenze mentre lui assisteva.
Pelicot ha spiegato anche di aver detto agli uomini che invitava a casa di parcheggiare lontano dall'abitazione e di arrivare a piedi per ridurre il rischio di essere visti, e di non usare profumi o fumare, in quanto la moglie ha un olfatto molto sviluppato. Ai violentatori chiedeva anche di spogliarsi in cucina per non rischiare di dimenticare qualcosa nella camera da letto e di riscaldare le mani sui termosifoni o con l'acqua calda per non svegliare la moglie; non richiedeva a nessuno, invece, di indossare il preservativo, così come non desiderava che i complici gli fornissero del denaro.
Gli stupri hanno causato a Gisèle Pelicot diversi problemi di salute: per anni ha sofferto di affaticamento e vuoti di memoria, al punto che i figli hanno anche temuto che potesse avere la malattia di Alzheimer. Dopo avere scoperto degli abusi, Gisèle ha lasciato la casa coniugale e divorziato nuovamente dal marito il 22 agosto. Ha dichiarato inoltre di avere intenzione di riprendere il cognome da nubile dopo la conclusione del processo.

## Processo
Il 19 giugno 2023 il giudice istruttore ha richiesto il rinvio a giudizio di Dominique Pelicot e altri 50 uomini. Uno degli imputati non è presente all'apertura del processo perché latitante, due uomini sono morti prima dell'inizio del processo e altri che sono ripresi nei filmati non sono stati identificati. Il processo è iniziato il 2 settembre 2024 e si è concluso il 19 dicembre 2024 ad Avignone con la condanna a 20 anni di carcere (il massimo della pena) per Dominique Pelicot. Sono stati inoltre dichiarati colpevoli tutti i restanti 50 imputati. Gran parte di essi vengono ritenuti colpevoli di ''stupro aggravato in riunione e somministrazione" di droghe. Le pene inflitte vanno dai 3 ai 13 anni di reclusione. La maggior parte degli imputati condannati oggi sono inoltre stati schedati sul Fijais, banca dati francese che include gli autori di reati sessuali o violenti.
Gli accusati al momento del processo hanno età che variano tra i 26 e i 74 anni e svolgono i mestieri più disparati: vigile del fuoco, consulente informatico, giornalista, infermiere, idraulico, guardia carceraria e camionista. Alcuni sono sposati e hanno figli. La maggior parte sono accusati di avere commesso un solo stupro, altri invece violenze multiple, tra cui uno che è accusato di aver commesso le violenze sei volte. Cinque di loro sono anche accusati di possesso di materiale pedopornografico.
Alcuni hanno ammesso la propria colpevolezza, mentre altri sostengono di aver creduto che i rapporti sessuali fossero consensuali e che Gisèle avesse acconsentito ad essere narcotizzata. Lo stesso Dominique Pelicot ha però dichiarato che tutti quanti sapevano che non lo era.
Pelicot è anche stato accusato di aver insegnato ad un altro individuo, Jean-Pierre Maréchal, come commettere gli stessi abusi sulla propria moglie. Pelicot e Maréchal sono accusati di aver violentato la moglie di quest'ultimo dieci volte tra il 2015 e il 2020.
L'avvocato generale ha richiesto che il processo si svolgesse a porte chiuse, ma la vittima si è opposta e, dichiarando "Ho capito che non avevo nulla di cui vergognarmi", ha insistito per renderlo aperto al pubblico, affinché diventasse un simbolo e fosse d'aiuto per prevenire altri casi. Il giudice ha acconsentito alla sua richiesta.
Durante il processo, Dominique Pelicot si è sempre dichiarato colpevole e, come già detto, ha sempre dichiarato che anche tutti gli altri uomini sapevano che stavano commettendo uno stupro.
Il 19 dicembre 2024 la corte condanna in primo grado Dominique Pelicot a 20 anni di reclusione, su domanda dell'avvocato generale. Jean-Pierre Maréchal, uno degli imputati che aveva a sua volta drogato la moglie affinché Pelicot potesse violentarla, è stato condannato a 12 anni, anziché i 17 richiesti. L'imputato che si era recato svariate volte per stuprare la vittima è stato condannato a 15 anni di prigione, anziché i 18 richiesti. La pena più leggera di soli 3 anni è stata inflitta all'imputato che era stato accusato di aggressione sessuale. Le pene sono risultate in generale più leggere di quelle richieste dal pubblico ministero, e sono comprese dai 3 ai 18 anni, fatta eccezione per i 20 di Dominique Pelicot. Erano state richieste pene dai 10 ai 18 anni. 18 accusati si trovavano già in prigione al momento della sentenza; dei 32 liberi, invece, 23 sono subito stati inviati in prigione, 3 sono in attesa d'incarcerazione per motivi di salute, 6 sono liberi perché la detenzione preventiva ha già coperto parte della pena, 1 è stato giudicato in contumacia.
Alla fine del processo i figli dei coniugi Pelicot si sono detti delusi dalla sentenza e le pene inflitte. Gisèle Pelicot, all'uscita dell'aula, ha fatto una breve dichiarazione e, quando le è stato chiesto se era soddisfatta delle pene inflitte, ha risposto: "Rispetto la Corte e la decisione presa". Il pubblico all'esterno del tribunale, composto da semplici cittadini e da militanti femministi, ha protestato considerando le pene troppo leggere.
Béatrice Zavarro, l'avvocato di Dominique Pelicot, ha dichiarato che il suo cliente ha deciso di non ricorrere in appello. Al contrario 17 imputati hanno deciso di fare ricorso considerando le pene ricevute troppo severe. Il processo di appello avrà luogo verso la fine del 2025.

## Casi correlati
Dominique Pelicot è stato associato ad altri due casi di crimini di natura sessuale. Il 4 dicembre 1991 Sophie Narme, agente immobiliare di 23 anni, era stata trovata morta in un appartamento che doveva mostrare ad un potenziale acquirente, nel XIX arrondissement di Parigi, dopo essere stata violentata e strangolata con una cintura. Sono stati sospettati gli assassini seriali Michel Fourniret e François Verove, ma il caso è rimasto inizialmente irrisolto. Dopo che sono state notate delle similarità con gli stupri di Mazan, il 14 ottobre 2022 Pelicot è stato formalmente accusato dell'omicidio, per il quale si è tuttavia dichiarato innocente.
L'11 maggio 1999 un'altra agente immobiliare, di 19 anni, era stata violentata da un uomo al quale stava mostrando un appartamento a Villeparisis, vicino a Parigi; l'aggressore aveva tentato di stuprarla, ma lei era riuscita a difendersi e scappare. Il DNA dell'autore della violenza era stato trovato sulle scarpe della ragazza, ma all'epoca non era stato possibile risalire alla sua identità. Dopo che Pelicot è stato arrestato nel 2020 e gli è stato prelevato il DNA, esso è risultato coincidere con quello repertato all'epoca. Inizialmente dichiaratosi estraneo al fatto, Pelicot ha poi confessato di essere il responsabile del tentato stupro.

## Impatto
Il processo per gli stupri di Mazan ha avuto una grande copertura mediatica, non solo in Francia ma anche a livello internazionale. Il trattamento disumano inflitto alla vittima ha suscitato indignazione nella società francese e numerose sono state le prove di sostegno nei confronti di Gisèle Pelicot, dalle manifestazioni, ai gruppi di sostegno presenti al processo. Numerosi articoli, anche stranieri, hanno lodato il coraggio dimostrato dalla vittima quando ha insistito per non avere un processo a porte chiuse.
Analisi della personalità degli aggressori e del perché questi avvenimenti si siano prodotti sono apparsi in numerosi articoli e programmi, sia televisivi che radiofonici. Molti hanno affermato che questi comportamenti sono il risultato di una cultura dello stupro e della violenza contro le donne, e che questi atteggiamenti si basano su una concezione patriarcale e misogina della società molto diffusa.
Alcuni politici francesi, come il ministro della giustizia Didier Migaud e la ministra per l'uguaglianza uomo donna Aurore Bergé pensano che la legge francese debba evolvere introducendo la nozione di consenso, altri come Raphaël Glucksmann ritengono che si debba migliorare sia la normativa francese che quella europea e che la cultura dello stupro sia da combattere a livello generale. Il 3 dicembre 2024 Aurore Bergé, volendo dotare lo Stato di migliori strumenti per lottare contro le violenze verso le donne, ha presentato una proposta di legge per introdurre il concetto di controllo coercitivo per renderlo un reato a sé stante.
Molti vedono una similitudine fra il processo di Mazan, con l'indignazione da esso suscitata nella società francese, e il famoso Processo per stupro di Aix-en-Provence, chiamato anche les viols d'Aix-en-Provence (in italiano "gli stupri di Aix-en-Provence") del 1978, in cui l'avvocato Gisèle Halimi rifiutò che il processo si svolgesse a porte chiuse. Quel processo permise di far riconoscere lo stupro come un crimine e non più come un semplice delitto. Il 23 dicembre 1980 fu votata la legge n°80-1041 relativa alla repressione dello stupro.
Il 25 novembre 2024 nel suo intervento per la Giornata internazionale per l'eliminazione della violenza contro le donne, la Presidente della Commissione europea Ursula von der Leyen ha dichiarato che: "Una donna su tre subirà violenza nel corso della propria vita. Donne come Giulia Cecchettin in Italia, Debora Mihailova in Bulgaria e Gisèle Pelicot in Francia. Meritano protezione e sostegno. Meritano che venga servita giustizia. E meritano di essere ascoltate. Le loro storie devono essere raccontate. Così rompiamo il silenzio. Così porremo fine alla violenza. Oggi e ogni giorno siamo dalla parte delle vittime."
A dicembre dello stesso anno, la BBC ha inserito Gisèle Pelicot tra le 100 donne più influenti e d'ispirazione al mondo per il 2024.